# Marlon Fossey
 (septembre 2023).
Si vous disposez d'ouvrages ou d'articles de référence ou si vous connaissez des sites web de qualité traitant du thème abordé ici, merci de compléter l'article en donnant les références utiles à sa vérifiabilité et en les liant à la section « Notes et références ».
Pour les articles homonymes, voir Fossey.
Marlon Fossey, né le 9 septembre 1998 à Los Angeles aux États-Unis, est un joueur américain de soccer qui évolue au poste d'arrière droit au Standard de Liège.

## Biographie
Né à Los Angeles, en Californie, Marlon Fossey vient vivre dans le lieu de naissance de sa mère, l'île anglo-normande de Jersey faisant partie du Royaume-Uni, avec sa famille à l'âge de 4 ans. À 11 ans, il s'installe en Angleterre. En conséquence, il possède la double nationalité américaine et britannique et pourrait aussi faire partie de l'équipe de Jersey de football, fédération non affiliée à la FIFA ni à l'UEFA.

### En club

#### Fulham
À partir de l'âge de onze ans et son arrivée sur l'île de Grande-Bretagne, Marlon Fossey joue dans les équipes de jeunes de Fulham, situé dans la banlieue sud-ouest de Londres.

#### Prêts à Shrewsbury Town et à Bolton Wanderers
Du 28 août au 29 décembre 2020, il est prêté à Shrewsbury Town, club de League One (3e division anglaise).
Le 3 janvier 2022, il est prêté au club de Bolton Wanderers aussi en League One (3e division anglaise). Immédiatement titulaire, il se blesse le 12 mars (déchirure de la rotule) en fin de match contre Plymouth Argyle, ce qui met fin à sa saison.

#### Bref retour à Fulham
Le 23 août 2022, il fait ses débuts officiels dans l'équipe première de Fulham lors du match de Coupe de la Ligue contre Crawley Town (défaite 2-0). Il a joué l'intégralité du match qui restera le seul pour l'équipe première de son club formateur.

#### Standard de Liège
Le 6 septembre 2022, il est transféré en Belgique, au Standard de Liège où il signe un contrat pour cinq saisons. Il joue son premier match le 9 octobre avec les Rouches en montant au jeu en remplacement de Gilles Dewaele au Sporting Charleroi (victoire 0-1) et inscrit son premier but le 23 octobre lors du classico belge contre le Sporting Anderlecht, match qui est arrêté après 63 minutes de jeu (score de 3-1) et finalement remporté 5-0 par forfait. À partir de janvier 2023, il devient titulaire et membre régulier du onze de base au poste d'arrière droit ou de latéral droit. Il inscrit quatre buts et délivre une passe décisive lors du championnat de Belgique 2022-2023.

### En équipe nationale
Le 11 septembre 2024, il honore sa première sélection en équipe nationale des États-Unis en jouant toute la rencontre amicale contre la Nouvelle-Zélande (1-1) au TQL Stadium de Cincinnati. Par contre, il n'est pas repris dans la sélection du nouvel entraineur Mauricio Pochettino pour les rencontres des mois suivants.

## Statistiques
| Saison                | Club                    | Championnat           | Championnat | Championnat | Championnat | Coupe nationale | Coupe nationale | Coupe nationale | Coupe de la Ligue | Coupe de la Ligue | Coupe de la Ligue | Compétition(s) continentale(s) | Compétition(s) continentale(s) | Compétition(s) continentale(s) | Compétition(s) continentale(s) | Autres compétitions | Autres compétitions | Autres compétitions | Autres compétitions | Total | Total | Total |
| Saison                | Club                    | Division              | M.          | B.          | P.d.        | M.              | B.              | P.d.            | M.                | B.                | P.d.              | Comp.                          | M.                             | B.                             | P.d.                           | Comp.               | M.                  | B.                  | P.d.                | M.    | B.    | P.d.  |
| 2020-2021             | Shrewsbury Town (prêt)  | League One            | 7           | 0           | 0           | -               | -               | -               | 1                 | 0                 | 0                 | -                              | -                              | -                              | -                              | EFL                 | 1                   | 0                   | 0                   | 9     | 0     | 0     |
| 2021-2022             | Bolton Wanderers (prêt) | League One            | 15          | 1           | 5           | -               | -               | -               | -                 | -                 | -                 | -                              | -                              | -                              | -                              | EFL                 | 1                   | 0                   | 0                   | 16    | 1     | 5     |
| Sous-total            | Sous-total              | Sous-total            | 22          | 1           | 5           | 0               | 0               | 0               | 1                 | 0                 | 0                 | -                              | 0                              | 0                              | 0                              | -                   | 2                   | 0                   | 0                   | 25    | 1     | 5     |
| 2022-2023             | Fulham FC               | Premier League        | -           | -           | -           | -               | -               | -               | 1                 | 0                 | 0                 | -                              | -                              | -                              | -                              | -                   | -                   | -                   | -                   | 1     | 0     | 0     |
| Sous-total            | Sous-total              | Sous-total            | 0           | 0           | 0           | 0               | 0               | 0               | 1                 | 0                 | 0                 | -                              | 0                              | 0                              | 0                              | -                   | 0                   | 0                   | 0                   | 1     | 0     | 0     |
| 2022-2023             | Standard de Liège       | Division 1A           | 22          | 4           | 1           | 2               | 0               | 0               | -                 | -                 | -                 | -                              | -                              | -                              | -                              | PO2                 | 4                   | 0                   | 0                   | 28    | 4     | 1     |
| 2023-2024             | Standard de Liège       | Division 1A           | 24          | 1           | 2           | 2               | 0               | 0               | -                 | -                 | -                 | -                              | -                              | -                              | -                              | PO2                 | 6                   | 0                   | 0                   | 32    | 1     | 2     |
| 2024-2025             | Standard de Liège       | Division 1A           | 2           | 0           | 0           | -               | -               | -               | -                 | -                 | -                 | -                              | -                              | -                              | -                              | -                   | -                   | -                   | -                   | 2     | 0     | 0     |
| Sous-total            | Sous-total              | Sous-total            | 48          | 5           | 3           | 4               | 0               | 0               | 0                 | 0                 | 0                 | -                              | 0                              | 0                              | 0                              | -                   | 10                  | 0                   | 0                   | 62    | 5     | 3     |
| Total sur la carrière | Total sur la carrière   | Total sur la carrière | 70          | 6           | 8           | 4               | 0               | 0               | 2                 | 0                 | 0                 | -                              | 0                              | 0                              | 0                              | -                   | 12                  | 0                   | 0                   | 88    | 6     | 8     |